# Narożna Turnia

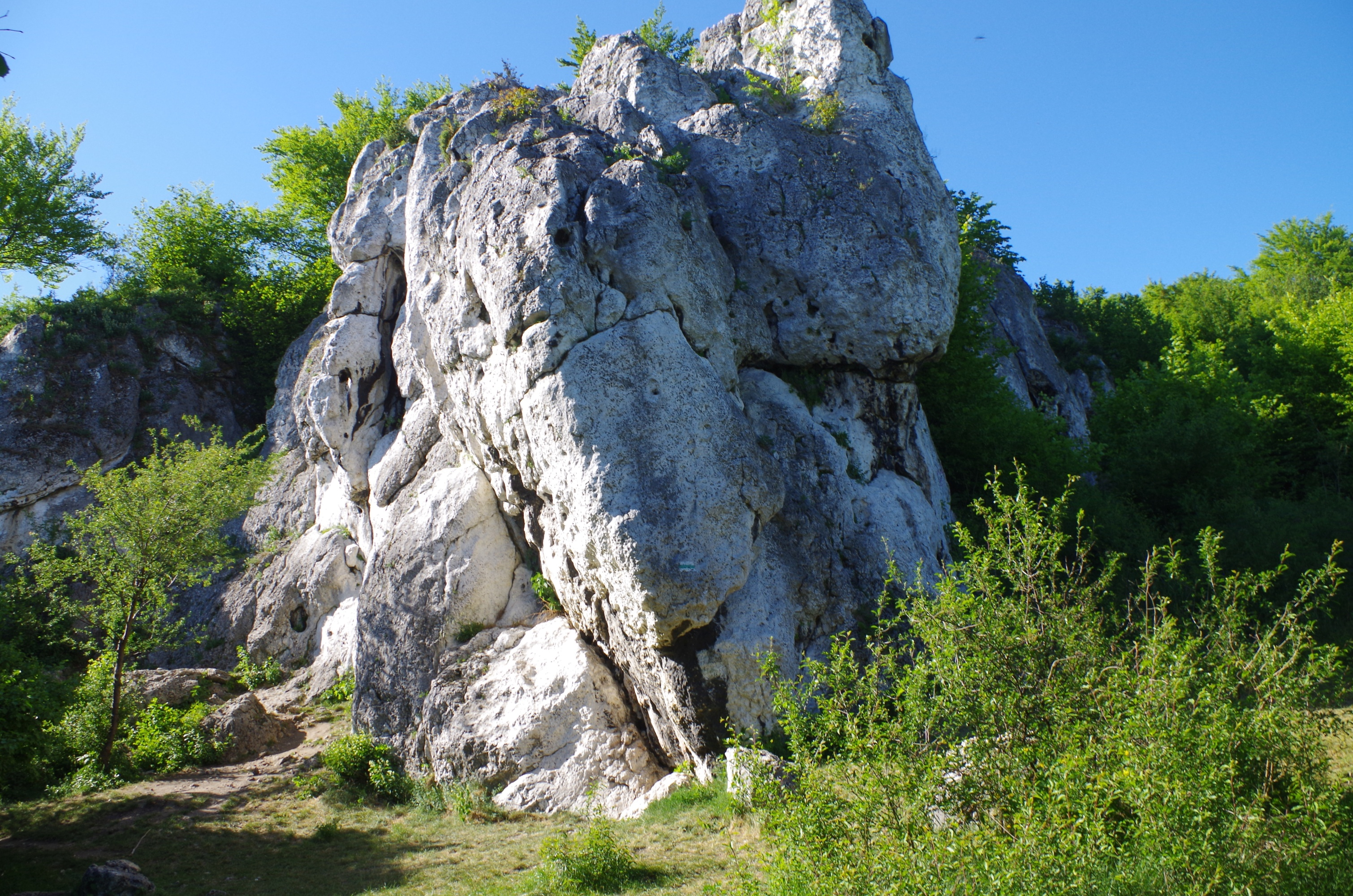
Narożna od południowej strony

Narożna Turnia – turnia na Wyżynie Częstochowskiej w miejscowości Rzędkowice w województwie śląskim, w powiecie zawierciańskim, w gminie Włodowice. Należy do tzw. Skał Rzędkowickich. Przez wspinaczy skalnych zaliczana jest do Sektora Turni Kursantów i znajduje się w jego środkowej części.
Jest to skała wapienna o wysokości do 12 m. Znajduje się na terenie otwartym, ale już zarastającym krzewami i drzewami. Tworzy w grupie skał wysuniętą na wschód basztę. Występują w niej takie formacje skalne, jak: rysa, filar. komin i zacięcie. Ściany wspinaczkowe połogie, pionowe lub przewieszone o wystawie południowo-zachodniej, południowej i południowo-wschodniej. Wspinacze skalni poprowadzili na nich 9 dróg wspinaczkowych o stopniu trudności IV– VI.3 w skali Kurtyki. Na większości zamontowano stałe punkty asekuracyjne: ringi (r) lub dwa ringi zjazdowe (drz) i stanowiska zjazdowe (st).
Narożna Turnia I
1. Pedały haczą pięty; 4r + st, VI.3, 12 m
2. Bez nazwy; V, 11 m
3. Bez nazwy; VI, 11 m
4. Fast food; 3r + st, VI.1+, 10 m
5. Mąż żony Marcina; 3r + st, VI.2+/3, 2011 10 m
6. Droga Czoka; 3r + drz, VI+, 10 m

Narożna Turnia II
1. Bez nazwy; III, 11 m
2. Bez nazwy; V, 11 m
3. Przez dziuplę; VI, 11 m[2].